# Franz Keil (Politiker)
Franz Keil (* 23. Dezember 1830 in Weißenstein, Gemeinde Mittersill; † 25. Juni 1909 in Salzburg) war Advokat und Abgeordneter zum Österreichischen Abgeordnetenhaus.

## Leben
Franz Keil war Sohn des Landwirts Johann Keil († 1878). Er besuchte bis 1853 ein Gymnasium in Salzburg und studierte danach von 1853 bis 1857 Rechtswissenschaft an der Universität Innsbruck, wo er im Jahr 1859 zum Dr. iur. promovierte. Er wurde 1857 Rechtspraktikant am Landesgericht Innsbruck und ab 1859 Auskultant am Bezirksgericht Silz im Bezirk Imst in Tirol und 1860 am Landesgericht Innsbruck. Im Jahr 1861 wurde er Advokaturskonzipient und ab 1869 Advokat in Salzburg. 1891 ging er in den Ruhestand. Am 25. Juni 1909 starb er 78-jährig an Marasmus.
Er war Inhaber des Offizierskreuzes des kaiserlichen Franz-Joseph-Ordens und Ehrenbürger von Mittersill.
Franz Keil war von 1871 bis 1902 Mitglied im Salzburger Landtag (4., 5., 6., 7. und 8. Wahlperiode). Er war auch von 1889 bis 1897 und von 1901 bis 1902 im Landesausschuss.
Er war römisch-katholisch und blieb zeit seines Lebens ledig.

## Politische Funktionen
Franz Keil war vom 27. Dezember 1871 bis zum 22. Januar 1897 Abgeordneter des Abgeordnetenhauses im Reichsrat (IV., V., VI., VII. und VIII. Legislaturperiode). In der IV. Legislaturperiode vertrat er für das Kronland Salzburg die Kurie Stadt Salzburg und Handels- und Gewerbekammer Salzburg. Von der V. bis zur VIII. Legislaturperiode war er für die Kurie Städte 1 Stadt Salzburg und Handels- und Gewerbekammer Salzburg zuständig.

## Klubmitgliedschaften
Franz Keil war ab dem 17. Januar 1872 Mitglied im Klub der Verfassungspartei, danach ab 1873 im Fortschrittsklub. Ab 1879 war er im Klub der Vereinigten Fortschrittspartei, ab dem 19. November 1881 bei der Vereinigten Linken, ab 1885 beim Deutsch-österreichischen Klub und ab dem 6. November 1888 bei der deutschfortschrittlichen Vereinigten deutschen Linken.